# Drucker (Gerät)

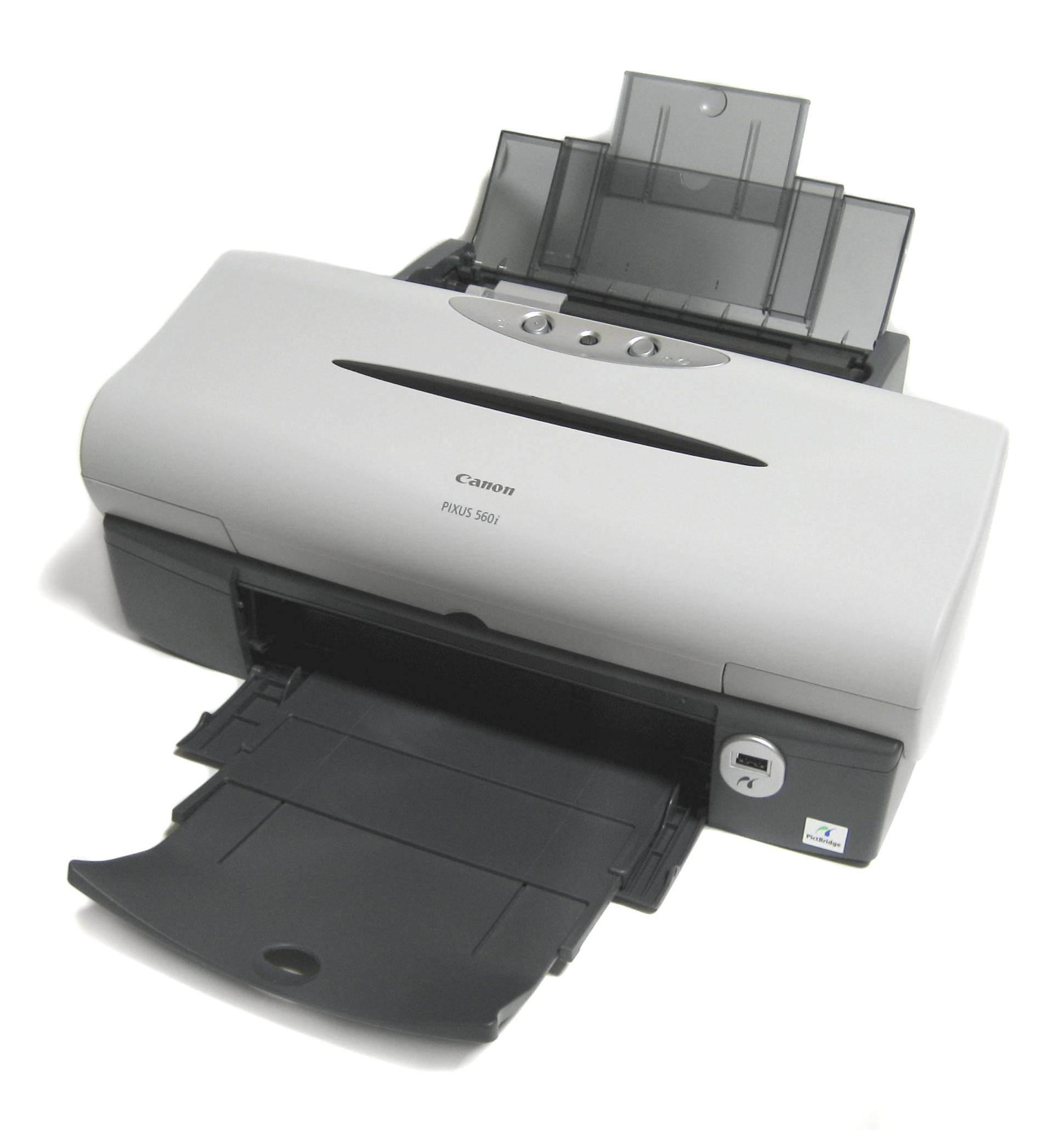
Tintenstrahldrucker (2007)

Ein Drucker ist in der Bürotechnik und der Datenverarbeitung ein Peripheriegerät eines Computers zur Ausgabe von Daten (z. B. Texte, Zeichen, Zahlen, Grafiken, Fotos und Diagramme) auf einem zweidimensionalen Trägermedium, meist Papier. Der Vorgang der Druckerzeugung wird als „Drucken“ bezeichnet, das Ergebnis (das Druckerzeugnis) wird „Ausdruck“, „Druckwerk“ oder „Druckergebnis“ genannt.
Fotokopierer können im weiteren Sinne ebenfalls als Drucker betrachtet werden: Durch Einscannen oder eine simultane Belichtung der Vorlage wird in diesen Geräten ein Abbild vom Original erzeugt und dieses danach gedruckt. Neuere Kopiergeräte können zusätzlich auch als Drucker im herkömmlichen Sinne verwendet werden. Sogenannte Multifunktionsgeräte arbeiten als Scanner, Drucker, Faxgerät und Offline-Kopierer.
Matrixdruck bezeichnet jegliche Art Druckverfahren, bei der Zeichen, Grafik und andere Elemente in Form einer Punktmatrix (Pixelgrafik) gebildet werden.
Beim Letterndruck wird analog zur Funktionsweise von Schreibmaschinen das Druckergebnis aus einzelnen Zeichen aus einem vorgegebenen Vorrat von Lettern zusammengesetzt.
Plotter bringen die zu druckenden grafischen Elemente (Linien, Buchstaben) als Vektorgrafik durch kontinuierliche Bewegung des Druckkopfes oder Schneidkopfes auf das Druckmedium. Eine Sonderform des Plotters ist das Schreibgerät. Schreibgeräte werden zur Herstellung von reproduzierten Unterschriften auf Massenbriefen verwendet. Linienschreiber dienen zur Abbildung von Messwerten über einen längeren Zeitraum hinweg.
Man unterscheidet zwei Arten von Druckern: Drucker mit Anschlag (Anschlagdrucker, Impactdrucker oder mechanischer Drucker genannt) und Drucker ohne Anschlag (anschlagfreie Drucker, Nonimpactdrucker oder nicht-mechanischer Drucker genannt). Drucker mit Anschlag sind im direkten Kontakt mit dem zu bedruckten Medium, während Drucker ohne Anschlag (zum Beispiel Laserdrucker, Tintenstrahldrucker und Thermodrucker) das Medium nicht unmittelbar berühren. Zudem kann auch zwischen Grafikdrucker (grafikfähige Drucker) und nicht-grafikfähigem Drucker unterschieden werden.
Für Druckaufgaben im größeren Maßstab kommen Druckmaschinen zum Einsatz.
Im 1. Halbjahr 2012 wurden in Deutschland 370.000 Drucker an Endverbraucher verkauft.

## Geschichte
Vorläufer der Computerdrucker waren zum Beispiel
- elektrische Schreibmaschinen,
- Kopierer,
- die Wachsmatrizen-Vervielfältigung bzw. Hektografie,
- Rechenmaschinen mit Belegdruck,
- elektrische Bleisatzmaschinen.

Aber bereits Charles Babbage hatte 1837 für die Analytical Engine einen (Dezimalzahlen-)Drucker sowie einen Kurvenplotter geplant. Aufgrund der hohen erwarteten Kosten zum Bau dieser umfangreichen Feinmechanik-Maschine wurde weder die Analytical Engine noch ihre Druckausgabestufe je gebaut.
Der ENIAC besaß nur einen Lochkartendrucker, während der SSEC (1946/47) bereits über zwei Drucker verfügte.

## Druckertechnologien

### Tintenstrahldrucker
Tintenstrahldrucker sind Drucker, die sehr kleine Tintentröpfchen anschlagfrei auf das zu bedruckende Medium (Papier, Verpackungen, Flaschen, Eier usw.) spritzen. Nach der Art der Zeichendarstellung klassifiziert, sind diese Drucker Matrixdrucker. Vorläufer der Tintenstrahldrucker sind technische und medizinische Geräte, die Messwerte als Tintenkurven auf Papier aufzeichnen. Ihnen folgten als erste Tintenstrahldrucker die Continuous-Ink-Jet-Drucker, die einen kontinuierlichen Tintenstrahl benutzten, der nach Bedarf elektrostatisch abgelenkt wurde. Dieses Verfahren wird – in verbesserter Form – auch heute noch bei einigen hochwertigen Tintenstrahldruckern benutzt. Bei normalen Tintenstrahldruckern werden nur nach Bedarf (Drop on Demand) Tröpfchen aus Düsen auf das Papier geschleudert, um einzelne Punkte zu erzeugen (durchschnittliche Größe 0,3 bis 0,4 mm). Diese Tröpfchen entstehen entweder im Bubble-Jet- oder im Piezo-Verfahren. Welche Auflösung der Tintenstrahldrucker erreicht, hängt vor allem davon ab, über wie viele Düsen der Druckkopf verfügt und wie diese angesteuert werden. Einfache Tintenstrahldrucker erreichen etwa 300 bis 360 dpi, leistungsfähigere 1.200 dpi und mehr. Weichere Verläufe durch unterschiedliche Punktgrößen erzielt eine neue Variante der Bubble-Jet-Technik, die sogenannte Drop Modulation Technology, die zwei Heizelemente benutzt, deren unterschiedliche Ansteuerung die Tropfengröße beeinflusst.
Solche Drucker sind in der Anschaffung relativ preiswert und leise und liefern Druckergebnisse in guter bis sehr guter Qualität. Im Vergleich zu anderen Druckverfahren sind die Verbrauchskosten jedoch relativ hoch, in Einzelfällen kann der Preis für einen Satz Ersatztinte den Anschaffungspreis des Geräts erreichen oder überschreiten, das ist jedoch vom Kaufpreis des Geräts abhängig. In der Regel gilt: teurer Drucker, preiswerte Tinte und umgekehrt. Die Preise sind hier nicht technisch bedingt, sondern durch Marketing. Insbesondere die sogenannte „Verdongelung“ der verwendeten Tintenpatronen durch Microchips verhindert die Nutzung alternativer (günstiger) Tintenpatronen oder das Wiederbefüllen leerer Patronen durch eingebaute Verbrauchszähler. Durch diese Praktiken sichern sich die Hersteller zunehmend den exklusiven Zugriff auf den hochprofitablen Markt der Tinten-Verbrauchsmaterialien.
Es gibt Tintenstrahldrucker als Schwarz-Weiß- und Farbdrucker. Letztere sind mit oft mehreren Druckköpfen für die verschiedenen Grundfarben ausgestattet. Es ist auch möglich, mit Gold- oder Silberfarbe oder mit unter UV-Licht trocknenden Farben zu arbeiten. Eine Spezialform sind Schnelldrucker bei Fließbändern, um beispielsweise das Haltbarkeitsdatum auf Lebensmittelflaschen oder einen Code auf Eier aufzudrucken.
Da mit Tinte gedruckt wird, ergeben sich einige typische Probleme: Die wasserlöslichen Farben bzw. die damit angefertigten Ausdrucke sind oft nicht lichtecht und oft auch nicht (sehr) wasserfest. Bestimmte Papiersorten können sich wellen, manche Schmuckpapiere sind für den Tintenstrahldruck völlig ungeeignet, da die Tinte nicht trocknet und bei Berührung verwischt. Bei längerem Nichtgebrauch können die Druckköpfe eintrocknen.

### Fotoelektrische Drucker

#### Laserdrucker

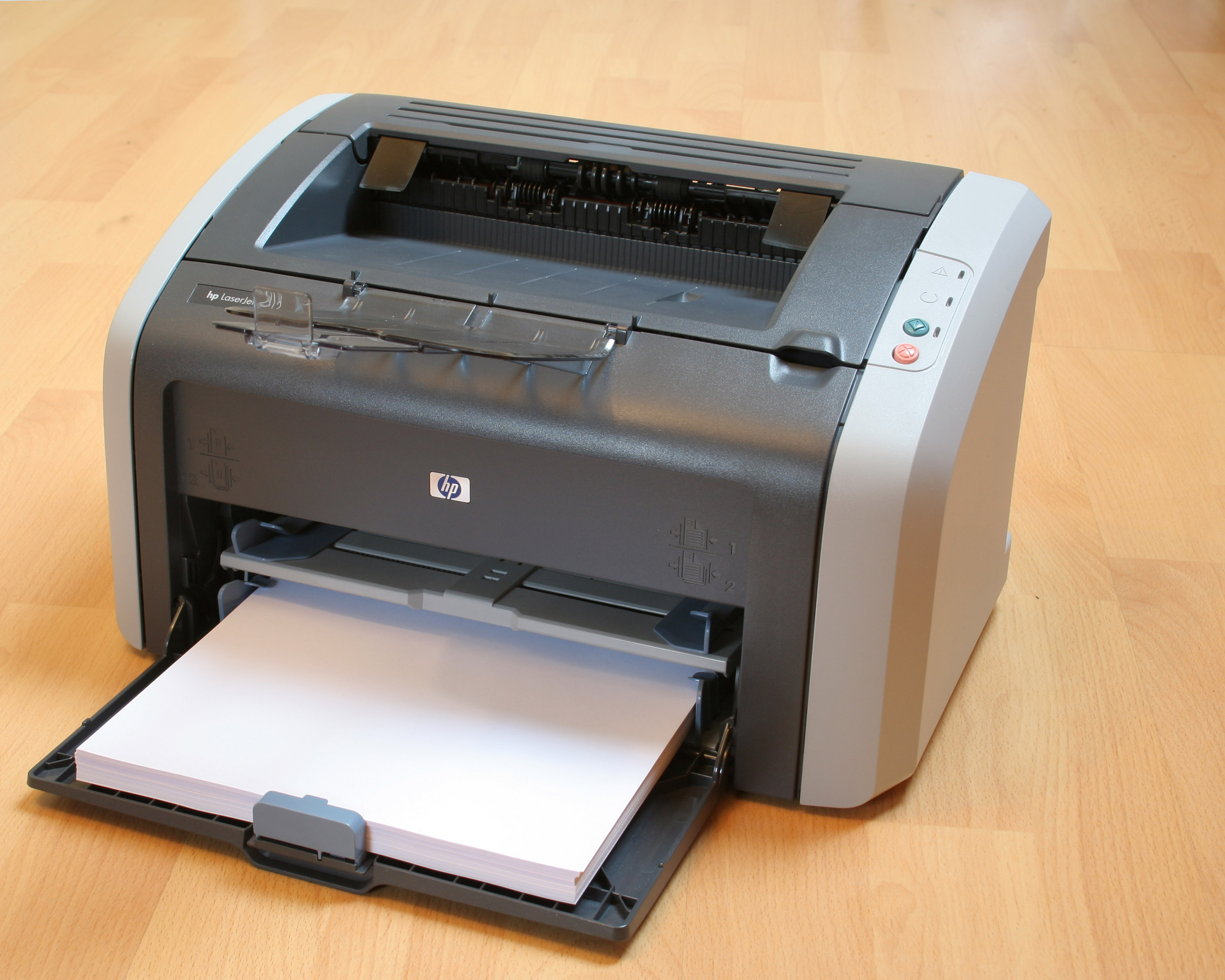
Ein kompakter Laserdrucker für den Einsatz am Arbeitsplatz (2006)

Laserdrucker sind fotoelektrische Drucker, die nach einem ähnlichen Prinzip arbeiten wie ein Fotokopierer. Der Laserdrucker benutzt eine Bildtrommel, deren nutzbare Breite in der Regel der Breite einer DIN-A4-Seite entspricht. Der Umfang der Bildtrommel ist kleiner als die Länge einer DIN-A4-Seite, so dass sich die Trommel pro Seite mehrmals drehen muss. Die Trommel ist statisch geladen. Sie rotiert und wird überall dort, wo es notwendig ist, Punkt für Punkt von einem zeilenweise hin- und herbewegten Laser-Strahl beschrieben (bei einfachen Laserdruckern meist mit etwa 600 × 600 dpi; bei hochwertigen wird eine deutlich höhere Auflösung von 1.200 × 1.200 dpi oder darüber benutzt). Trifft der Strahl auf, wird die Ladung an den jeweiligen Punkten entladen. Sind keine Informationen aufzubringen, bleibt der Laser für den entsprechenden Punkt aus und damit die Ladung unverändert. Ob und wie der Laser aktiv wird, hängt von den Daten des Anwendungsprogramms (Grafik, Text usw.) ab. So entsteht ein nicht sichtbares Negativ des späteren Ausdrucks auf der Bildtrommel. Auf die Bildtrommel wird Toner-Pulver aufgebracht, das genau die gleiche Ladung hat wie die Trommel. Es haftet nur an den Stellen, an denen der Laser die Ladung gelöscht hat.
Dieses Toner-Abbild der Daten gelangt dann auf statisch aufgeladenes Papier und wird dort durch Erhitzen fixiert. Der Laserdrucker ist ein sogenannter Seitendrucker. Er erzeugt immer das komplette Bild einer Seite und druckt dann die gesamte Seite aus, selbst wenn nur ein kurzer Text oder nur eine kleine Grafik wiederzugeben ist.
Vom Grundprinzip unterscheiden sich Farb-Laserdrucker zu Monochromlaserdruckern (auch „Schwarzweiß-Laserdrucker“ genannt) nur darin, dass noch zusätzliche Tonerbehälter (sowie separate Belichtungseinheiten) für die einzelnen Farben (Cyan, Magenta, Gelb und Schwarz, siehe CMYK-Farbmodell) zur Verfügung stehen. Die vier Bildtrommeln, eine für jede Tonerfarbe, belichtet der Laserstrahl für jeden Druck einmal mit dem jeweiligen Toner-Abbild. Bei ihnen werden die einzelnen Grundfarben mit entsprechendem Toner übereinander gedruckt und anschließend fixiert.

#### LED-Drucker
LED-Drucker arbeiten nach dem Prinzip des Laserdruckers. Allerdings wird statt der Laser- und Umlenkspiegeleinheit eine kleinere LED-Leiste verwendet, welche die gesamte Papierbreite abdeckt. Als vorteilhaft gelten unter anderem hohe Zuverlässigkeit und Lebensdauer.

#### LCD/LCS-Drucker
Abkürzung Liquid-Crystal-Display-/Shutter-Drucker. Das sind fotoelektrische Drucker, die ähnliche Grundprinzipien benutzen wie Laserdrucker oder LED-Drucker. Sie verwenden aber keinen beweglichen Laserstrahl, sondern eine Leiste, die so breit ist wie eine Seite und 2.400 LCD-Elemente enthält. An ihr dreht sich die zu belichtende Bildtrommel vorbei. Die einzelnen LCD-Elemente werden entsprechend den auszugebenden Daten angesteuert und lassen dann entweder das Licht einer starken Lampe durch oder verdunkeln es. Dementsprechend werden Ladungen auf der Bildtrommel entfernt, reduziert oder unverändert gelassen. Das weitere Verfahren entspricht dem des Laserdruckers. Aufgrund der Ähnlichkeit werden LCD-/LCS-Drucker oft auch als Laserdrucker bezeichnet.
Auch sie produzieren im Betrieb das gesundheitsschädliche Ozon.

#### Schablonendrucker
Risographie-Geräte sind eine Weiterentwicklung der Matrizendrucker mit fotoelektrischer Bildgebung.

### Impact-Drucker
Im Gegensatz zu anderen Technologien wird das Druckmedium von Impact-Druckern mechanisch durch Anschläge belastet.

#### Typenraddrucker

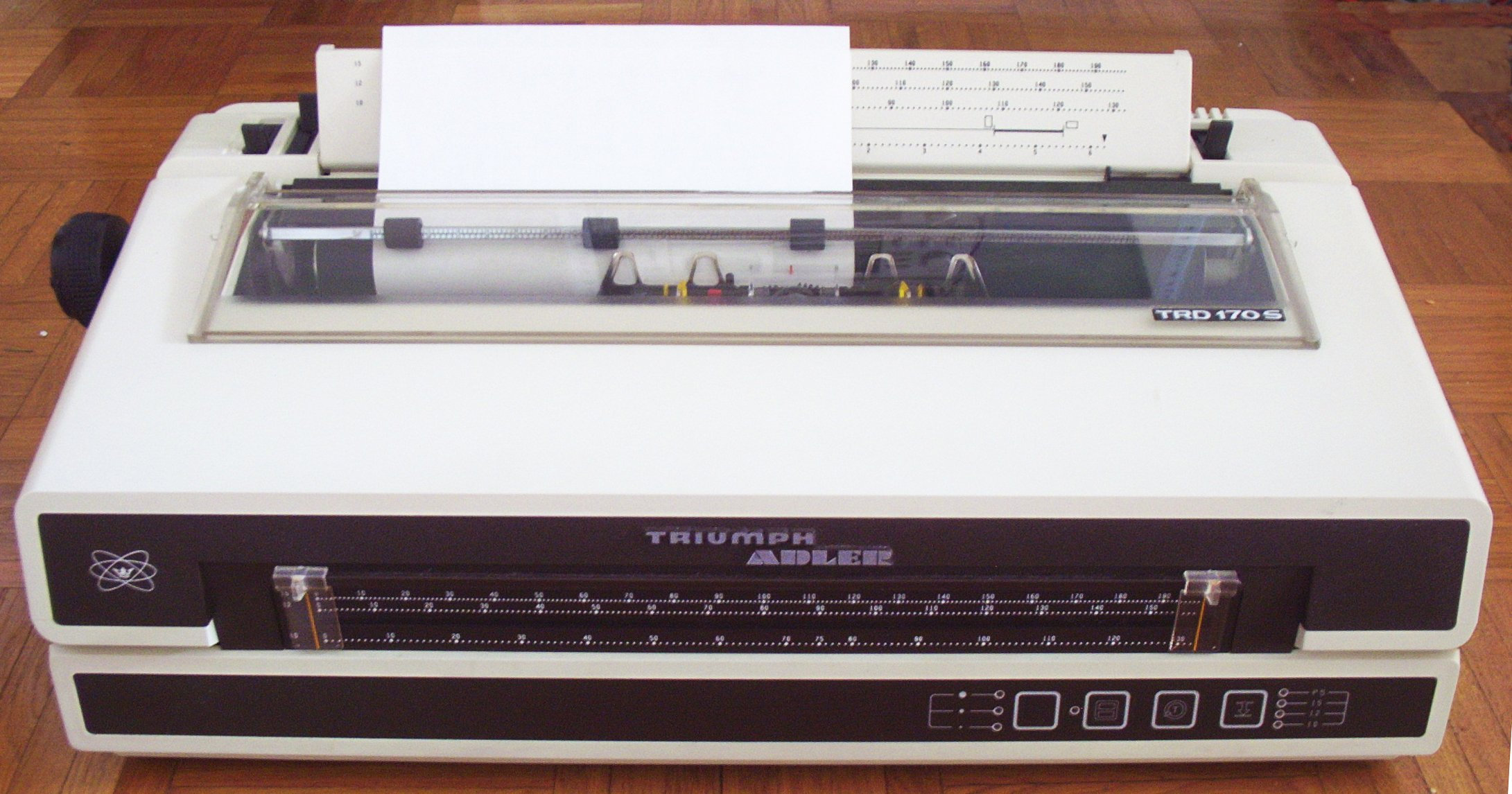
Triumph-Adler-Typenraddrucker TRD 170 S, um 1981

Diese Drucker funktionieren ähnlich wie eine Typenradschreibmaschine. Die Buchstaben werden erzeugt, indem ein Hammer die Typen eines drehbaren Typenrads durch ein Farbband gegen das Papier schlägt. Der Hammer wird in der Regel von einem Permanentmagneten angetrieben, der sich in einem Elektromagneten befindet. Die Typenräder sind auswechselbar, austauschbar und meist für verschiedene Schriftarten verfügbar. Die Druckgeschwindigkeit liegt in der Regel bei 15–30 Zeichen pro Sekunde. Professionelle Geräte erreichen aber auch weitaus höhere Geschwindigkeiten bis 80 Zeichen pro Sekunde. Das Schriftbild der Textausdrucke ist von sehr guter Qualität. Die Grafikfähigkeit derartiger Drucker beschränkt sich in der Regel auf das Zeichnen von Linien und linienbasierten Formen, wie beispielsweise Tabellen. Erforderlich ist jedoch, dass, wie bei diesen Druckwerken üblich, Proportionalschriften verwendet werden, oder dass eine andere Form von Abstandskontrolle bzw. Formatierung stattfindet. Die Geräte eignen sich sehr gut für die Anfertigung von Durchschlägen.
Typenraddrucker wurden vor allem in den 1980er Jahren für die Korrespondenz eingesetzt. Bei Firmen und Behörden waren die robusten Geräte noch bis weit in die 1990er Jahre zur massenhaften Bedruckung von Formularen in Betrieb. Heute haben sie aufgrund ihrer niedrigen Geschwindigkeit, ihrer hohen Geräuschentwicklung sowie der fehlenden Grafikfähigkeiten keine Bedeutung mehr.

#### Kugelkopfdrucker
Der Kugelkopfdrucker arbeitet nach dem Prinzip der Kugelkopfschreibmaschine.
Dabei bewegt sich nicht wie beim Typenraddrucker das Typenrad wie eine runde Scheibe, auf der die einzelnen Zeichen als „Stempel“ angebracht sind, sondern ein runder Druckkopf. Dieser Kugelkopf dreht sich schnell, kippt den Kopf um mehrere Ebenen und stempelt, wenn der richtige „Stempel“ vor dem Papier ist, auf ein Farbband. Dieses druckt dann durch auf das dahinter befindliche Papier. Diese Druckmethode wurde zunächst durch Typenraddruckwerke ersetzt, später durch Laser- bzw. Tintenstrahldrucker.

#### Zeilendrucker
Beispiele für Zeilendrucker sind Typenrollendrucker, Kettendrucker, Trommeldrucker und Banddrucker. Bei dieser Druckerart werden, im Gegensatz zum Nadeldrucker oder Typenraddrucker, ganze Zeilen auf einmal gedruckt, nicht einzelne Buchstaben oder Teile von ihnen. Sie wurden in Rechenzentren eingesetzt, um schnell große Papiermengen, zum Beispiel Protokolldateien, Lohnlisten usw., zu bedrucken. Im Zeitalter der Nadeldrucker waren sie mit bis zu 1.500 Zeilen pro Minute die schnellsten Drucker.
Aufwendige Papierführungen sorgten dafür, dass sich das Endlospapier mit einer Randperforierung bei der hohen Geschwindigkeit sauber bedrucken ließ. Durch eine mechanische Formatsteuerung konnten verschiedene Papierformate eingestellt werden, die einen entsprechenden Seitenvorschub sicherstellten. Die Farbe wurde mit breiten farbgetränkten Stoffbahnen auf das Papier übertragen.

#### Nadeldrucker

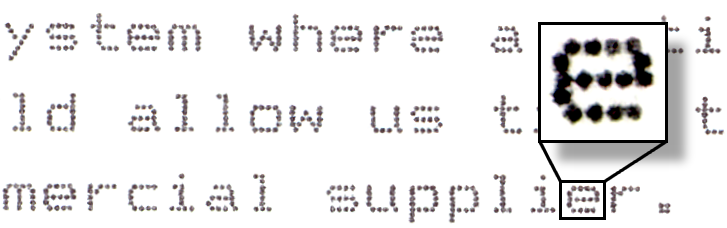
Druckbild eines 9-Nadel-Druckers in der Vergrößerung

Nadeldrucker sind Matrixdrucker, die statt ganzer Buchstaben nur Punkte durch Nadeln auf das Papier bringen, die sich optisch zu Buchstaben zusammenfügen. Oft findet Endlospapier (Tabellierpapier) Verwendung. Ein entscheidender Vorteil gegenüber anderen Druckern ist die Möglichkeit, Durchschläge in einem Arbeitsgang anzufertigen, weshalb solche Drucker noch heute in vielen Arztpraxen oder Firmen zu finden sind. Auch lassen sich mit Nadeldruckern einfache Schwarz-Weiß-Grafiken drucken. Sie verursachen beim Druckvorgang jedoch starken Lärm.

### Metallpapierdrucker (Elektro-Erosionsdrucker)
Ein metallbeschichtetes Papier wird von einem Druckkopf an den zu bedruckenden Stellen durch Elektrizität erhitzt und dadurch geschwärzt.
Diese Drucker sind einfach aufgebaut, erlauben ähnlich kompakte Baugrößen wie Thermodrucker und benötigen kein Farbband, aber teures Papier. Sie fanden nie den Durchbruch im Massenmarkt, sondern blieben immer Nischenprodukt für spezielle Verwendungszwecke, z. B. als Zubehör für Homecomputer wie die der Sinclair ZX-Reihe. Bis zur Einstellung der Papierrollenproduktion wurden sie noch selten in Registrierkassen eingesetzt. Sie wurden hauptsächlich vom Thermodrucker verdrängt, der sich für ähnliche Verwendungszwecke empfiehlt. Diesem gegenüber sind Metallpapier-Ausdrucke zwar lichtecht, aber empfindlich gegenüber Hautfett (Spitzname u. a. „Fingerprinter“).

### Festtintendrucker
Festtintendrucker, auch Solid-Ink-Drucker oder Wachsdrucker, sind Drucker, die mit Wachstropfen drucken. Da die Farben nicht transparent sind, werden die Farbtröpfchen nebeneinander gesetzt und in der Fixiereinheit des Druckers noch einmal verschmolzen. Wachsdrucker werden teilweise auch als Festtintendrucker oder Phaser bezeichnet.
Für den Druck werden Wachswürfel (meist in den Farben schwarz, magenta, cyan und gelb) im Gerät aufgeschmolzen. Die Toner-Wachswürfel sind staubfrei und können – ohne dass es zu einer Verschmutzung der Hände kommt – auch während des Druckens nachgefüllt werden. Die Fixiereinheit erzeugt kein Ozon, beim Betrieb kann aber mitunter Wachsgeruch festgestellt werden.
Bei jedem Ausschalten bzw. Einschalten werden die Spritzdüsen geleert, was den Tonerverbrauch sehr stark erhöht. Nach dem Einschalten sind zehn bis zwanzig Minuten Aufwärmzeit bis zum ersten Ausdruck keine Seltenheit. Um dies zu umgehen, werden die Geräte eher eingeschaltet gelassen, wodurch die Wachsschmelze in der Druckeinheit durch fortwährende Heizung immer flüssig bleibt, aber hierfür der Stromverbrauch im Stand-By-Betrieb sehr hoch ist.
Die Drucker zeichnen sich i. d. R. durch kräftige, farbtreue und lichtechte Farben, (bei hohen Druckauflagen) niedrige Druckkosten und Wartungsfreundlichkeit aus. Sie werden vorwiegend für Proof-Ausdrucke in der Druckvorstufe und in der Werbebranche verwendet. Nachteilig ist, dass die Dokumente durch ihre Wachsschicht nicht kratzfest, mit wässrigen Tinten (etwa von Kugelschreibern) nicht beschriftbar und sehr wärmeanfällig sind und sie lassen sich schlecht weiterverarbeiten (bspw. kein laminieren möglich).

### Thermodrucker

#### Thermodirektdrucker

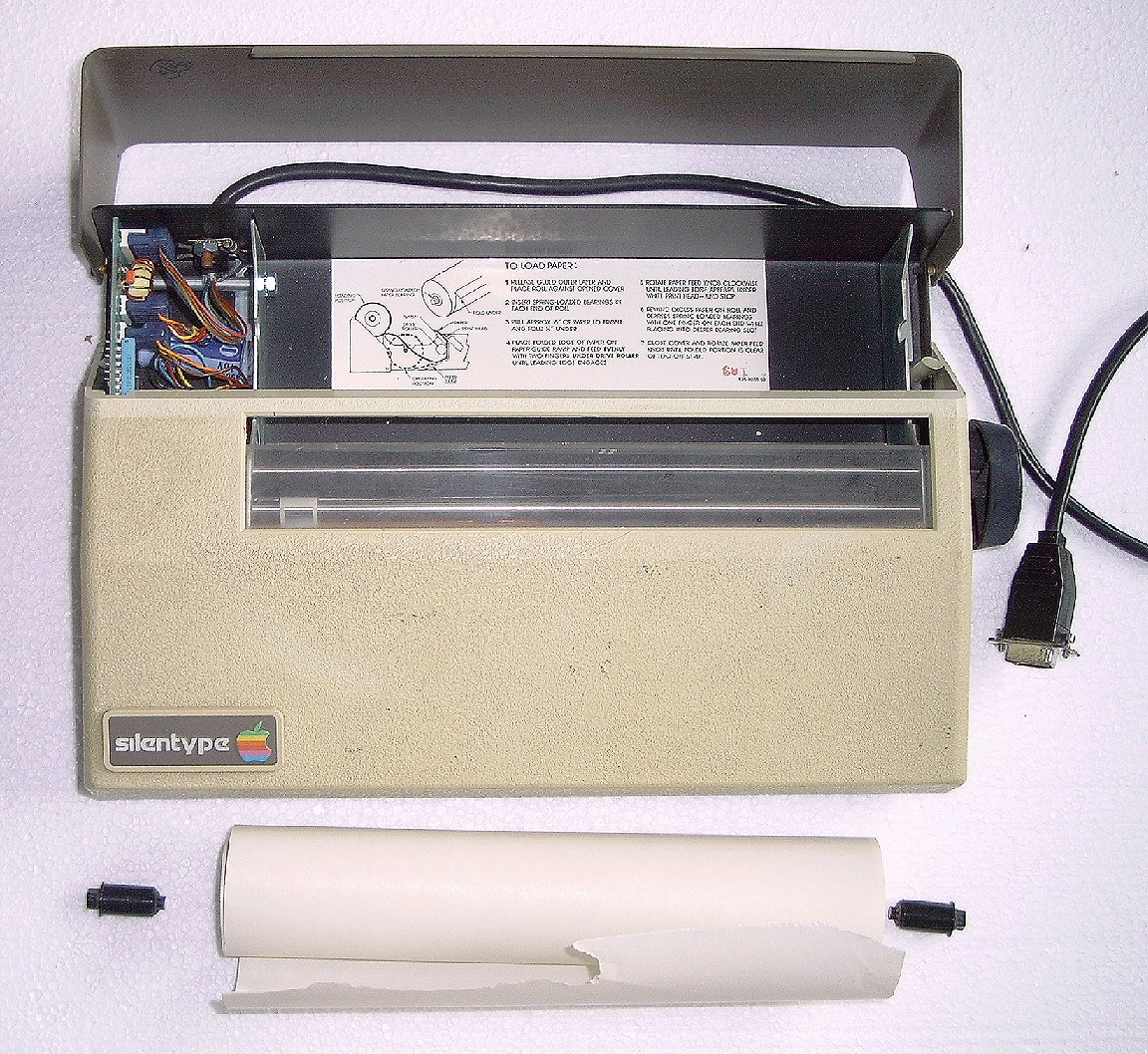
Der Thermodirektdrucker Apple Silentype; eingeführt 1980

Beim Thermodirektdrucker wird hitzeempfindliches Thermopapier von einem Druckkopf an den zu bedruckenden Stellen aufgeheizt.
Auch diese Drucker sind einfach aufgebaut, ermöglichen je nach Verwendungszweck äußerst kleine Bauformen und benötigen kein Farbband, aber teures Papier, das zudem mit der Zeit vergilbt, so dass der Ausdruck nach etwa einem halben Jahr nicht mehr oder nur noch schlecht sichtbar ist. Früher oft bei Faxgeräten eingesetzt, kommt diese Technologie heute überwiegend bei Kassenbons, Fahrkartenautomaten oder Etikettdruckern zum Einsatz.

#### Thermotransferdrucker

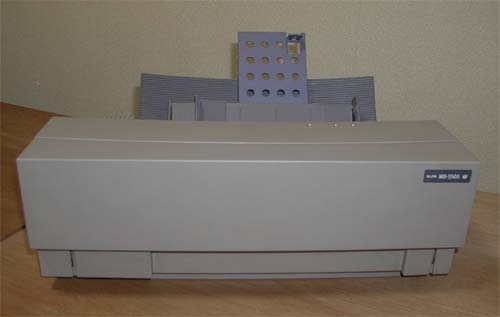
Der Farb-Thermotransferdrucker Alps MD-5500 (um 2006)

Thermotransferdrucker finden vor allem im Bereich hochwertiger Farbdrucke Verwendung, wie zum Beispiel im Foto- oder Barcodedruck. Hier werden verschiedenfarbige Farbfolien geschmolzen und auf das Papier aufgebracht. Da so allerdings das Farbband nur einmal benutzt werden kann, sind diese Drucker im Betrieb teuer.

#### Thermosublimationsdrucker
Für dieses Druckverfahren verwendet man Bänder oder Folien, auf die Farbstoffe aufgetragen sind. Durch Erhitzen werden die Farbstoffe sublimiert, d. h. ohne vorhergehende Verflüssigung verdampft und in das zu bedruckende Medium, in der Regel Papier, eingedampft. Typische Anwendungsbereiche sind das grafische Gewerbe, Prepress-Anwendungen, Bild-/Fotobearbeitung und Werbeagenturen.

## Drucker nach Einsatzzweck

### SOHO-Bereich
Im Allgemeinen sind im Small Office, Home Office-Bereich (kleine Büros und Privatanwender, manchmal kurz SOHO genannt) die erreichbaren Seitenzahlen und die Kosten pro Seite von geringer Bedeutung, da das Druckvolumen in diesem Bereich klein ist. In diese Kategorie fallen heute nur noch kostengünstige Tinten- und einige Laserdrucker. In diesem Marktsegment nähern sich die Druckkosten für Tinten- und Laserdruck allmählich einander an. Bei Tintendruckern ist hier ein einfacher Vier-Farb-Prozess üblich. Die Papierformate sind selten wesentlich größer als DIN A4.

### Bürogeräte
Für größere Büros und Arbeitsgruppen sind neben der Druckqualität bzw. der insbesondere von der Auflösung abhängigen Druckerqualität vor allem die Gesamtkosten entscheidend. Die Systeme sollen über längere Zeit und auch unter Volllast mit niedrigen Seitenkosten einsetzbar sein. In diesem Segment sind derzeit fast nur LED- und Laserdrucker zu finden.
Bekannte Hersteller sind Canon, HP, Konica Minolta, Kyocera Document Solutions, Lexmark (1991 aus IBM ausgegliedert), RICOH, Sharp, Xerox.

### Großformatdrucker
Das Segment der Großformatdrucker umfasst ein breites Anwendungsgebiet, in dem sich technische Anwendungen wie das Drucken von Plänen ebenso wiederfinden, wie die Herstellung von Plakaten für die Außenwerbung.
Wichtige Hersteller sind Canon, HP, RICOH, Xerox, Océ, ROWE

### Produktionsdrucker

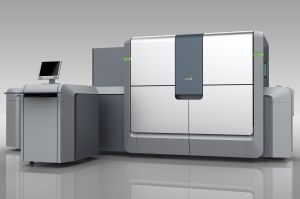
Océ ColorStream 10000 (um 2009)

Anwendungen sind hier Rechnungsdruck für Behörden oder Versandhäuser, Kontoauszugdruck für Banken, also die Herstellung von Druckerzeugnissen aller Art in großen Volumina. Seit Ende der 2000er kommen vor allem Print-on-Demand-Anwendungen in Mode. Anstelle von Lagerhaltung wird erst dann produziert, wenn ein Buch auch nachgefragt wird.
Je nach Anwendung kann hier das Bedürfnis nach Qualität, Seitenleistung oder Druckkosten überwiegen. Teilweise werden in diesem Segment auch größere Office-Drucker eingesetzt. Derzeit  sind hier noch Laserdrucker mit Seitenleistungen bis zu 160 ppm S/W üblich, allerdings kommen derzeit Tintendrucker mit bis zu 220 ppm  in Farbe auf. Kettendrucker, die noch bis in die frühen 2000er Jahre die ‚Arbeitspferde‘ dieser Druckerklasse waren, sind heute nicht mehr anzutreffen und wurden durch Laserdrucker abgelöst. Maschinen dieser Klasse werden auch als Schnelldrucker bezeichnet.
Im Jahre 2004 kaufte RICOH Hitachi Printing um sich im Produktionsdruck breiter aufzustellen. Das Joint Venture mit IBM (IBM Infoprint Solution) markiert für RICOH seit 2007 einen weiteren Meilenstein in diesem Bereich.
Wichtige Hersteller in dem Bereich sind Konica Minolta, Ricoh, Océ, Xerox und Canon. Das Engagement von Canon in diesem Markt führte Mitte November 2009 zur Erweiterung des Konzerns um den niederländischen Druckerhersteller Océ, womit Canon nun das gesamte Spektrum an Digitaldruckmaschinen in allen Leistungsklassen abdeckt.

### Fotodrucker
Bei Fotodruckern steht im Allgemeinen die erreichbare Qualität im Vordergrund. Zum Erreichen einer entsprechenden Qualität werden Spezialpapiere und bei professionellen Geräten auch pigmentierte Tinten verwendet. Die Papiere weisen Oberflächenstrukturen auf, die denen verschiedener Fotopapiere ähnlich sind. Zudem sind sie oberflächlich gut saugfähig, im Papier an sich aber kaum wasserdurchlässig. Dadurch und durch die Pigmentierung der Tinte kann ein Durchdringen des Ausdrucks auf die Rückseite verringert werden. Kostengünstige Exemplare verwenden 4 bis 6 Tintenfarben. Es ist hier üblich, neben dem pigmentierten Schwarz noch eine hellere graue Tinte einzusetzen. Aufwändigere Systeme setzen auf Pigmentierung aller Farben und verwenden zusätzlich Gamut-erweiternde Tinten wie Orange, Blau und Rot.
Papierformate bis DIN A3+ sind möglich.
In diesem Segment sind die Hersteller HP, Canon und Epson führend.

### Etikettendrucker
Diese können Etiketten von Rollen oder Fanfoldern endlos ausdrucken. Meist arbeiten diese Drucker auf Thermotransfer- oder Thermodirektbasis. Für Thermodirektdruck reicht ein hitzeempfindliches Etikett aus, da diese Drucktechnik ohne Farbband auskommt. Für den Thermotransferdruck ist ein Wachs, Wachs/Harz oder Harz Farbband nötig. Jedes Farbband erfüllt unterschiedliche Anforderungen, für verschiedene Etiketten Materialien. Es sind nur monochrome Drucke möglich. Diese Drucker können auch mit Etikettenspendern ausgerüstet werden, um Etiketten einzeln zu entnehmen. Es gibt sie vom kleinen Tischdrucker bis hin zum Industriedrucker und auch als mobile Geräte. Sie haben sich vor allem im Handel und Industrie durchgesetzt, um Barcodeetiketten flexibel und auch in geringen Stückzahlen herzustellen. Leistungsfähige Industriegeräte drucken heute mit Geschwindigkeiten von rund 30 cm pro Sekunde bei niedrigen Auflösungen (150–200 dpi genügen für Barcodeleser). Drucker neueren Typs laufen auch „Stand-Alone“ und benötigen keinen Anschluss an einen PC mehr. Die Daten für die Etiketten werden intern oder auf Speicherkarten gespeichert, variable Daten werden über eine anschließbare PC-Tastatur eingegeben.

## Druckfarbe

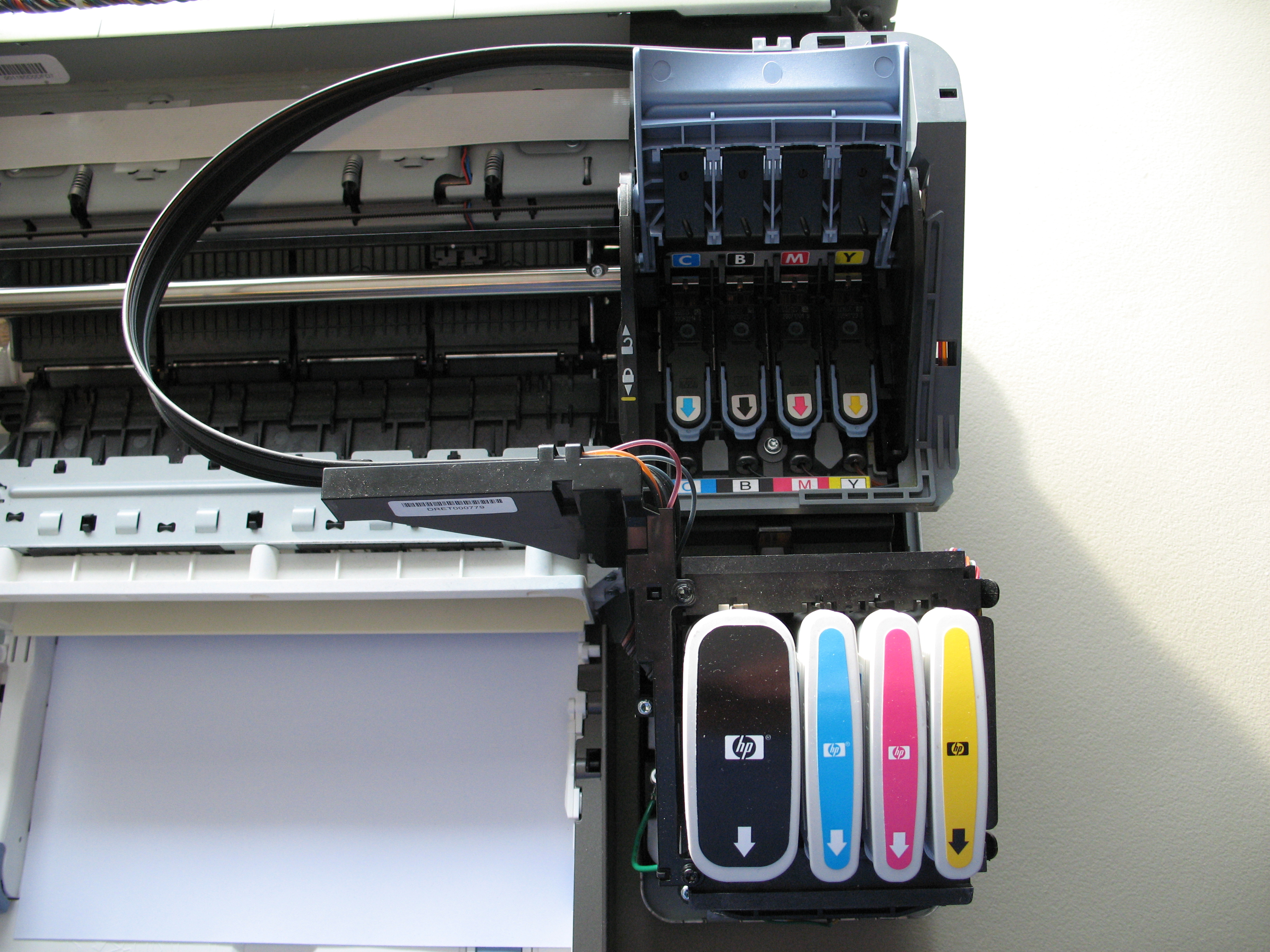
Der Druckkopf eines Tintenstrahldruckers überträgt die Tinte auf das Druckmedium.

Es gibt flüssige (z. B. wasserlösliche) und pulverförmige Druckfarben.
Die Art des Farbauftrags ist auch vom Material abhängig:
- Über ein farbgetränktes Textilband oder -tuch, das von Lettern (Letterndruck) oder Nadeln (Nadeldrucker) bedruckt wird und dabei Farbe an das Papier abgibt
- Als Durchdruck einer Farbträgerfolie (als Blatt oder Farbband)
- Mithilfe von Düsen (Tintenstrahldrucker, Wachsdrucker)
- Fotoelektrischer Tonerauftrag (Laserdrucker)

Träger- bzw. Lösemittel, Konsistenz und Bestandteile der Farbe sind für die Haltbarkeit und Beständigkeit wichtig:
- flüssig, durch Verdunstung trocknend
- flüssig, mit UV-Licht trocknend
- als Gel
- mit Tonerpulver

### Farbmanagement
Für eine konsistente und präzise Farbwiedergabe im Druckprozess ist ein effektives Farbmanagement unerlässlich. Der Farbraum eines Druckers ist typischerweise kleiner als der eines Monitors, was zu Farbverlusten führen kann. Um diese Abweichungen zu minimieren, werden ICC-Profile eingesetzt. Ein solches ICC-Profil wird durch das Ausdrucken eines Testcharts mit bekannten Farbwerten erstellt, um die Farbfähigkeiten des Druckers zu beschreiben und etwaige Farbabweichungen zu korrigieren. Diese ICC-Profile werden in Druckertreiber oder Bildbearbeitungssoftware integriert, sodass eine genaue Farbanpassung vom Monitor zum Drucker gewährleistet ist. Da Drucker meist als RGB-Devices erkannt werden und fie CMYK-Farbseparation durch den Treiber erfolgt, ist für jede Drucker-Tinten- und Papier-Kombination ein eigenes Profil notwendig.

## Druckmedien
Druckmedien können unterschiedliche Oberflächen aufweisen:
- glatte Oberflächen, zum Beispiel Papier, Pappe, Etiketten, Schilder, Filme, Folien, Platinen (siehe Bestückungsdruck), u. a. m.
- Gewebe und Textilien
- (unregelmäßig) geformte Oberflächen, zum Beispiel bei Flaschen, Lebensmitteln (Eier, Süßigkeiten), Verpackungen

In Einzelseitendruckern ist eine Gummiwalze für den Papiertransport zuständig. Dabei kann es zu Papierstau kommen.
Bei Druckern, die auf Endlospapier ausdrucken, wird das Papier durch eine Stachelwalze mit Hilfe der Löcher im Papierrand durch den Drucker transportiert („Traktorbetrieb“).

## Schnittstelle mit dem Computer
In den 1990er Jahren wurde der IEEE-1284-Standard (parallele bzw. Centronics-Schnittstelle) eingeführt, der mit seinen Weiterentwicklungen EPP und ECP zur vorherrschenden Technologie beim Anschluss eines Druckers wurde. Zuvor wurden zeichenorientierte Drucker (z. B. Typenraddrucker) verwendet, für die zum Beispiel der serielle Anschluss genügte.
Netzwerkdrucker können in IP-gestützte Netzwerke (z. B. per Ethernet oder WLAN) eingebunden werden und ermöglichen somit den Zugriff von unterschiedlichen, möglicherweise entfernten Computern.
An einige Drucker können auch direkt Speichermedien angeschlossen werden. Der Drucker kann dann Daten von solch einem Medium (z. B. eine Speicherkarte oder eine Digitalkamera) selbstständig verarbeiten. Heutige Drucker verfügen oft über eine USB-Schnittstelle, über welche diese auch direkt an einen Computer angeschlossen werden können.

### Druckertreiber
Im Betriebssystem als Druckersoftware integrierte Druckertreiber stellen den Anwendungsprogrammen eine einheitliche Schnittstelle zum Drucken zur Verfügung. So ist das Drucken unabhängig vom verwendeten Druckertyp möglich.
Es gibt auch Druckertreiber, die die Eingabedaten nicht über einen physischen Drucker ausgeben, sondern in eine Datei schreiben. So können beispielsweise Dokumente im plattformunabhängigen PDF-Format erzeugt werden.

### Druckersprachen
Die Programmiersprache zur Ansteuerung von Druckern wird häufig kurz als Druckersprache bezeichnet. Man unterscheidet im Allgemeinen zwischen Seitenbeschreibungssprachen (Page Description Languages, PDL) sowie Printer Control Languages. Bei Ersteren handelt es sich um Sprachen, die das Aussehen einer (zu druckenden) Seite auf einem (aus Hardwaresicht) sehr niedrigen Niveau, aber einem höheren Niveau als einer einfachen Rastergrafik, beschreiben. In einer solchen Programmiersprache wird der Inhalt einer Seite beispielsweise mit Vektoren oder gar Buchstaben beschrieben. Die Anwendungsgebiete von Printer Control Languages (nicht zu verwechseln mit der Printer Command Language von Hewlett-Packard) überschneiden sich mit denen von Page Description Languages, sind aber im Allgemeinen hardwarespezifischer, indem sie direkt Befehle zur Steuerung einzelner Komponenten eines Druckers beinhalten.
Zu den verbreitetsten Schnittstellen zählen:
- ESC/P (Epson)
- PostScript (Adobe)
- PCL (Hewlett-Packard)
- GDI (Microsoft)
- HP-GL, HP-GL/2 (Hewlett-Packard)
- Portable Document Format (PDF)
- Variable Print Specification (VPS) (Weiterentwicklung von PostScript)
- Prescribe II (Kyocera Document Solutions)

### Spooling
In aktuellen Betriebssystemen (aber auch schon zu Zeiten der Lochkartentechnik angewendet) werden Druckausgaben in der Regel zunächst elektronisch gespeichert und erst später tatsächlich gedruckt. Damit soll in erster Linie die relativ geringe Verarbeitungsgeschwindigkeit beim Drucken die interne Verarbeitung nicht behindern. Auch kann so ein Drucker (der oft nur einmalig vorhanden ist) für die Druckausgaben aus parallel laufenden Anwendungen – zeitlich nacheinander – benutzt werden.
- In modernen Systemen behandeln Prozesse des Betriebssystems das Zwischenspeichern und das anschließende Drucken; gebräuchlich ist hierfür auch der Ausdruck „virtuelles Drucken“.
- In früheren Zeiten wurden die Druckergebnisse vom Computerprogramm selbst zunächst elektronisch, z. B. auf Magnetband ausgegeben und mit speziellen Druckprogrammen physisch gedruckt.
- In großen Organisationen wird das Drucken in speziellen Druckzentren betrieben. Dabei können viele unterschiedliche Drucker angesteuert, Duplikate erzeugt, der Papierwechsel automatisiert, Drucktermine und -Prioritäten berücksichtigt werden usw.

## Geräte-Identifikation

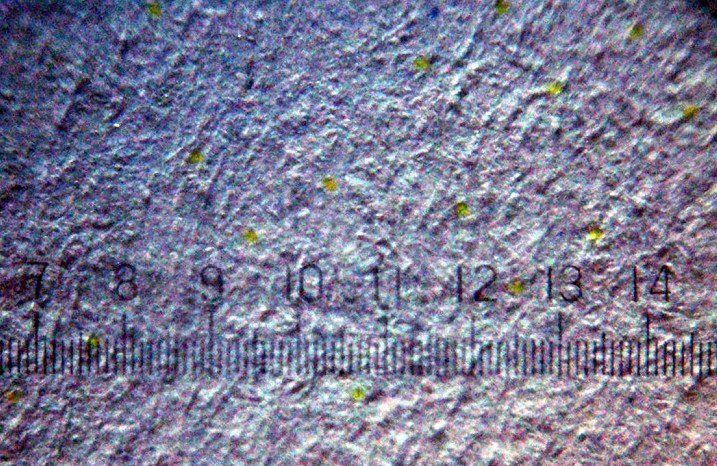
Hexagonale Punkt-Markierung auf weißem Papier, erzeugt von einem Farb-Laserdrucker (Maßstab: 0,1 mm)

Viele Modelle mit Farboption hinterlassen auf den Ausdrucken einen als Punktemuster nahezu unsichtbar ausgeführten Erkennungscode (eng. Tracking Dots). Er wird unabhängig von den Einstellungen des Benutzers ausgegeben. Der den ausgedruckten Dokumenten so hinzugefügte gerätespezifische Erkennungscode soll eine Zuordnung von Einzeldokumenten zu bestimmten individuellen Druckern ermöglichen. Die entsprechende Funktion war ursprünglich dazu vorgesehen, Falschgeldausdrucke zurückzuverfolgen.